# 존 하워드 로슨
존 하워드 로슨(John Howard Lawson, 1894년 9월 25일 ~ 1977년 8월 11일)은 미국의 극작가다.
재즈음악을 배경으로 탄갱의 파업을 표현주의적인 형식으로 그린 <행진>(1925)을 당시 융성기에 있었던 시어터 길드가 상연하여 일약 유명해졌다. 그는 미국의 경향적 극작가의 선구자라고도 할 수 있다. 30년대의 '그룹 극단'은 <성공 미담(成功美談)>(1932), <상류부인>(1934) 및 시어터 유니온이 상연된 <행진의 노래>(1937) 등이 있다. 그는 영화작가이기도 하여 이론서(理論書)도 많고, 는 그의 대표적인 저술이다.